# NGC 4574
NGC 4574 је спирална галаксија у сазвежђу Кентаур која се налази на NGC листи објеката дубоког неба.
Деклинација објекта је - 35° 31' 5" а ректасцензија 12h 37m 43,5s. Привидна величина (магнитуда) објекта NGC 4574 износи 13,0 а фотографска магнитуда 13,7. Налази се на удаљености од 40,530 милиона парсека од Сунца. NGC 4574 је још познат и под ознакама ESO 380-49, MCG -6-28-7, FAIR 311, IRAS 12350-3514, PGC 42166.